# Marnavi
La Marnavi è una società di trasporto marittimo italiana la cui sede principale si trova a Napoli, mentre uffici secondari sono dislocati a Milano, Londra e Mumbai.

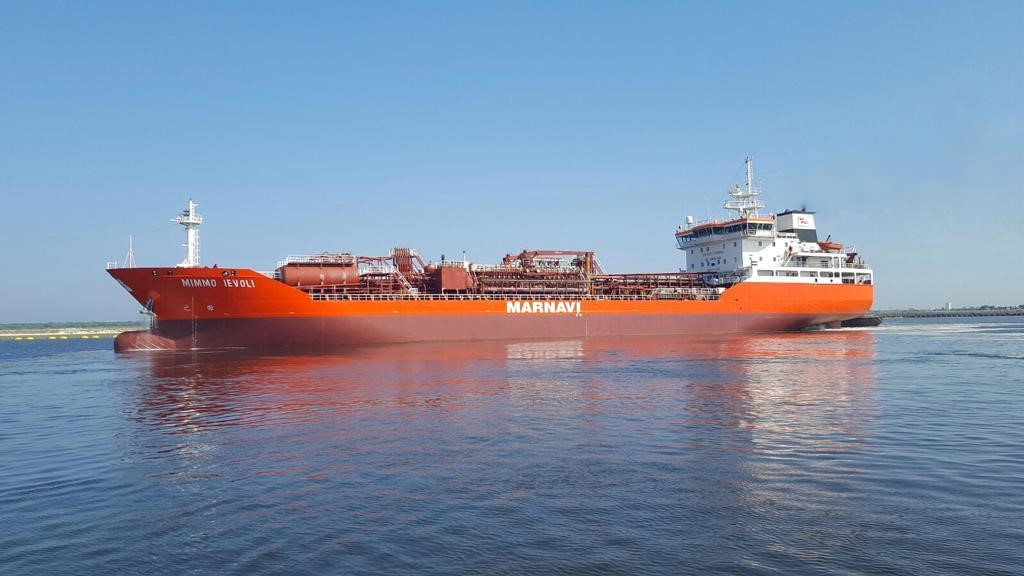
La nave chimichiera Gennaro Ievoli

È proprietaria di una particolare tipologia di navi adibite al trasporto di prodotti chimici alla rinfusa con speciali cisterne di piccolo volume e rivestite di acciaio inox, navi offshore tecnologicamente avanzate, navi dedicate al trasporto alimentare e infine navi dotate di particolare attrezzature per il settore anti-inquinamento.

## Storia
La Marnavi è gestita dal presidente Domenico Ievoli, che ne è anche il principale azionista in stretta collaborazione con i due figli, nonché vicepresidenti, Attilio e Gennaro unitamente a uno staff altamente qualificato.
La società svolge tutte le attività inerenti l'armamento e quindi gestisce in proprio gli equipaggi, la sicurezza, l'ufficio tecnico e il chartering. Quindi l'accredito ISM nonché certificazioni ISO 9001:2015, ISO 14001:2015 e ISO 45001:2018 garantiscono l'armonica gestione dell'intera attività armatoriale.
L'attività commerciale svolta direttamente dalla società include la gestione di contratti di trasporto con le maggiori società petrolchimiche e l'esercizio diretto delle attività sullo spot.

## Flotta

### Chimichiere
| Nome            | Porto di registrazione | Nazionalità | Ente di classificazione  | Anno | Lunghezza (m) | Larghezza (m) |
| --------------- | ---------------------- | ----------- | ------------------------ | ---- | ------------- | ------------- |
| Gennaro Ievoli  | La Valletta            |             | Registro italiano navale | 2003 | 171           | 27            |
| Domenico Ievoli | Napoli                 |             | Registro italiano navale | 2006 | 119           | 19            |
| Enrico Ievoli   | Napoli                 | 2000        | Registro italiano navale | 138  | 20            |               |
| Lia Ievoli      | Napoli                 | 1999        | Registro italiano navale | 131  | 20            |               |
| Ievoli Shine    | Napoli                 | 1998        | Registro italiano navale | 127  | 20            |               |
| Mimmo Ievoli    | Napoli                 | 1999        | Registro italiano navale | 125  | 20            |               |
| Ievoli Fast     | Napoli                 | 2008        | Registro italiano navale | 119  | 18            |               |
| Giulia Ievoli   | Napoli                 | 2004        | Registro italiano navale | 137  | 20            |               |
| Ievoli Sprint   | Napoli                 | 2003        | Registro italiano navale | 100  | 15            |               |
| Luca Ievoli     | Napoli                 | 2002        | Registro italiano navale | 100  | 15            |               |
| Ievoli Speed    | Napoli                 | 1998        | Registro italiano navale | 109  | 18            |               |

### Unità di trasporto alimentare
| Nome              | Porto di registrazione | Nazionalità | Ente di classificazione  | Anno | Lunghezza (m) | Larghezza (m) |
| ----------------- | ---------------------- | ----------- | ------------------------ | ---- | ------------- | ------------- |
| Attilio Ievoli Jr | Napoli                 |             | Registro italiano navale | 2005 | 105           | 16            |
| Jeranto           | Napoli                 | 1971        | Registro italiano navale | 81   | 12            |               |
| Antonello         | Napoli                 | 1971        | Registro italiano navale | 70   | 12            |               |
| Ariston           | Napoli                 | 1970        | Registro italiano navale | 68   | 11            |               |
| Praiano           | Napoli                 | 1968        | Registro italiano navale | 88   | 11            |               |
| Stella di Lipari  | Napoli                 | 1979        | Registro italiano navale | 84   | 12            |               |

### Unità offshore
| Nome            | Porto di registrazione | Nazionalità | Ente di classificazione  | Anno | Lunghezza (m) | Larghezza (m) |
| --------------- | ---------------------- | ----------- | ------------------------ | ---- | ------------- | ------------- |
| Ievoli Blu      | Napoli                 |             | Registro italiano navale | 2009 | 70            | 16            |
| Ievoli Amber    | Napoli                 | 2017        | Registro italiano navale | 83   | 16            |               |
| Ievoli Cobalt   | Napoli                 | 2016        | Registro italiano navale | 83   | 16            |               |
| Ievoli Ivory    | Napoli                 | 2015        | Registro italiano navale | 90   | 18            |               |
| Ievoli Sapphire | Napoli                 | 2014        | Registro italiano navale | 80   | 16            |               |
| Ievoli Grey     | Napoli                 | 2013        | Registro italiano navale | 72   | 17            |               |
| Ievoli Amaranth | Napoli                 | 2013        | Registro italiano navale | 66   | 15            |               |
| Ievoli Black    | Rotterdam              |             | Registro italiano navale | 2010 | 70            | 16            |
| Ievoli Coral    | Napoli                 |             | Registro italiano navale | 2010 | 64            | 16            |
| Ievoli Orange   | Napoli                 | 2010        | Registro italiano navale | 49   | 11            |               |
| Ievoli Shuttle  | Napoli                 | 2009        | Registro italiano navale | 45   | 10            |               |
| Ievoli Green    | Napoli                 | 2002        | Registro italiano navale | 36   | 10            |               |
| Ievoli White    | Napoli                 | 2004        | Registro italiano navale | 36   | 10            |               |
| Ievoli Red      | Napoli                 | 2001        | Registro italiano navale | 36   | 10            |               |
| Simmar Moon     | Napoli                 | 2010        | Registro italiano navale | 95   | 16            |               |
| Vervece         | Napoli                 | 1996        | Registro italiano navale | 91   | 27            |               |

### Unità di controllo ambientale
| Nome            | Porto di registrazione | Nazionalità | Ente di classificazione  | Anno | Lunghezza (m) | Larghezza (m) |
| --------------- | ---------------------- | ----------- | ------------------------ | ---- | ------------- | ------------- |
| Ievoli Shuttle  | Napoli                 |             | Registro italiano navale | 2009 | 95            | 10            |
| Ievoli Red      | Napoli                 | 2001        | Registro italiano navale | 36   | 10            |               |
| Ievoli White    | Napoli                 | 2004        | Registro italiano navale | 36   | 10            |               |
| Ievoleco        | Napoli                 | 2000        | Registro italiano navale | 27   | 7             |               |
| Ievoleco Terzo  | Napoli                 | 1992        | Registro italiano navale | 24   | 6             |               |
| Ievoleco Quarto | Napoli                 | 1992        | Registro italiano navale | 24   | 6             |               |
| Ievoleco Quinto | Napoli                 | 1992        | Registro italiano navale | 48   | 8             |               |

## Incidenti
- Il 27 dicembre del 2011 la Enrico Ievoli, unità chimichiera della flotta, è stata abbordata da alcuni terroristi somali mentre si trovava in navigazione vicino alle coste dell'Oman, venendo dirottata verso un porto della Somalia. La nave stava riportando in Europa un carico di circa 15000 tonnellate di soda caustica. Il 23 aprile 2012, dopo 118 giorni, la Enrico Ievoli è tornata sotto il controllo dell'armatore e sotto il comando del proprio master con l'intero equipaggio incolume.